# 克雷姆内
51°3′33″N 28°13′35″E / 51.05917°N 28.22639°E
克雷姆内（烏克蘭語：Кремне），是烏克蘭北部日托米爾州科羅斯堅區卢希内市镇的村落。處於克雷姆內河畔，始建於1865年，面積2.9平方公里，海拔高度186米，2001年人口935。